# Jiahu-Schrift

Beispiel der Jiahu-Schrift

Jiahu-Schrift (chin. 賈湖契刻符號 / 贾湖契刻符号 Pinyin Jiǎhú Qìkè Fúhào) bezeichnet die 16 Markierungen auf prähistorischen Artefakten, die in Jiahu (Henan, China) gefunden wurden und zu der neolithischen Peiligang-Kultur gehören. Sie wurden auf eine Zeit um 6600 v. Chr. datiert.
Einige Archäologen glauben, dass die Zeichen in einem Zusammenhang mit der Orakelknochen-Schrift stehen (z. B. die vergleichbaren Zeichen für 目 ‚Auge‘, 日 ‚Sonne‘, ‚Tag‘), aber einige zweifeln daran, dass sie überhaupt auf Schrift hinweisen.